# Ryan Serhant
Ryan Matthew Serhant (født d. 2. juli 1982), er en amerikansk ejendomsmælger, forfatter og tv-personlighed, der er kendt fra det amerikanske reality-program 'Million Dollar Listing: New York', og hans spin-off tv-show 'Sell It Like Serhant', der havde præmiere på det amerikanske tv-netværk Bravo. Ryan driver ejendomsselskab i New York.

## Tidligt liv og uddannelse
Ryan blev født i Houston, i Texas, og opvoksede i Topsfield, Massachusetts, hvor han gik på privatskole.. Serhant krediterer sin far, John Serhant, for at have lært ham at arbejde hårdt i en ung alder. En sommer, indsamlede Ryan og hans yngre bror, Jack, træ for $ 1,50 i timen (ca. ~10,- DKK), som de efterfølgende solgte til naboerne. Denne første iværksætteroplevelse, lærte Ryan værdien af hårdt arbejde og at tjene sine første penge. Ryan tilbragte det meste af sine somre med sin familie i Steamboat Springs, Coloardo, hvor han forfulgte sin interesse for teater og kunst. Senere gik han på Hamilton Kunsthøjskole. Efter uddannelsen i 2006, flyttede han til New Work City for at starte sin skuespillerkarriere.

## Karriere

### Begyndelse af karriere
I 2007, efter et års beskæftigelse med fotosessioner for at betale husleje, fik Ryan sin første rolle som Evan Walsh, på sæbeoperaen ”As The World Turns”. Efter en dalende skuespillerkarriere, vendte han tilbage til fotografering, i form af at være håndmodel og posere for produkter, herunder virksomheder såsom AT&T og Nespresso. Efter råd af din ven, omdirigerede han sin karriere, rettet mod ejendomssalg.

### Bog
Den 18. september 2018 – ugen, der repræsenteret hans 10-års jubilæum som ejendomsmægler –, debuterede Ryan med sin første bog, ved navn ”Sell It Like Serhant”, der også har samme titel som hans tv-serie. Bogen blev dedikeret som en bestseller af New York Times, Wall Street Journal og Los Angeles Times. Bogen er udgivet med engelske tekster.

## Filmography

### TV
| År             | At vise                         | rolle                          | Noter                                       |
| -------------- | ------------------------------- | ------------------------------ | ------------------------------------------- |
| 2007-2008      | As The World Turns              | Evan Walsh                     | 19 episoder                                 |
| 2012-nuværende | Huse for millioner: New York    | Ham selv                       | 71 episoder                                 |
| 2012-2017      | Today                           | Sig selv / gæst                | 5 episoder                                  |
| 2012-2018      | Watch What Happens: Live        | Sig selv / gæst                | 11 episoder                                 |
| 2013           | Bethenny                        | Sig selv / gæst                | 2 episoder                                  |
| 2013           | Marie                           | Ham selv                       | Afsnit: " Corbin Bernsen & Ryan Serhant"    |
| 2013           | Realty Byte med Ryan Serhant    | Sig selv / vært                | Som producent og instruktør                 |
| 2014           | Huse for millioner: Los Angeles | Ham selv                       | Afsnit: "Flagg vs. Serhant"                 |
| 2015           | The Mysteries of Laura          | Tribeca Film Festival Director | Afsnit: "Mystery of the Dead Documentarian" |
| 2016           | Inside Amy Schumer              | Sal                            | Afsnit: "Brave"                             |
| 2018           | On the Money                    | Sig selv / ejendomsmægler      | Afsnit: "Afsnit # 7.3"                      |
| 2018-nuværende | Sell It Like Serhant            | Ham selv                       | 8 episoder                                  |

### Film
| År   | Film                      | rolle           | Noter    |
| ---- | ------------------------- | --------------- | -------- |
| 2007 | The Editor                | Ben Peterson    | Kortfilm |
| 2008 | Happy Birthday / I'm Dead | Mand            | Kortfilm |
| 2008 | Overheard in NYC          | Dude 2          | Kortfilm |
| 2010 | Tilbagetrækning           | Brian Stanyan   |          |
| 2015 | While We're Young         | Hedge Fund Dave |          |